# 豊徳黄氏
豊徳黄氏（プンドクァンし、풍덕황씨）は、朝鮮氏族の一つ。1985年の調査では0人。2000年の調査では1人。2015年の調査では5人未満。
李氏朝鮮時代に黄應秋（武科及第）、黄景祺（武科及第）、黄遇秋（武科及第）の3人の及第者を輩出した。